# 鄭安妃 (明太祖)
鄭安妃，明太祖朱元璋之妃嬪，名字不详，封为安妃。

## 生平
洪武三年（1370年），郑安妃生朱元璋第八女福清公主。洪武十八年（1386年），公主下嫁凤翔侯张龙之子张麟为妻，生子张克俊。鄭安妃终年不详，永乐十五年（1417年），福清公主去世，葬于安德山（今南京市雨花区邓府山）。公元1998年6月，南京市博物馆在南京南郊的邓府山先后发掘了明代驸马舍人张克俊及其母福清公主墓。